# Murriart
Murriart es un despoblado que actualmente forma parte del municipio de Samaniego, en la provincia de Álava, País Vasco (España).

## Historia
Documentado desde 1366, estaba despoblado antes de 1427.
Actualmente sus tierras son conocidas con el topónimo de Murriarte.